# Katrin Cartlidge
Katrin Cartlidge (Londres, 15 de mayo de 1961 - 7 de septiembre de 2002) fue una actriz inglesa. Apareció por primera vez en pantalla como Lucy Collins en la telenovela Brookside desde 1982 hasta 1988 y luego se hizo conocida por sus trabajos con directores como Mike Leigh y Lars von Trier.

## Biografía
Cartlidge nació en Londres de un padre inglés y una madre alemana y judía. Fue educada en Parliament Hill School para chicas en Camden. 
Cartlidge murió a los 41 años de edad, debido a complicaciones de neumonía y septicemia, derivada de un feocromocitoma. El impacto de la muerte repentina de Cartlidge vio la creación de la Fundación Katrin Cartlidge por Mike Leigh, Peter Gevisser, Simon McBurney, Chris Simon y Cat Villiers. Los clientes incluyen a Lars von Trier y la hermana de Cartlidge, Michelle.

## Filmografía
Cine:
- Corazones sagrados (1985) - Doris
- Eat the Rich (1988) - Katrin
- Naked (1993) - Sophie
- Antes de la lluvia (1994) - Anne
- Look Me in the Eye (1994) - amante en la cafetería
- Fever (1994) - Claire
- Merisairas (1996) - Elena Polakov
- Breaking the Waves (1996) - Dodo McNeill
- Saint-Ex (1996) - Gabrielle de Saint-Exupéry
- Career Girls (1997) - Hannah Mills
- Claire Dolan (1998) - Claire Dolan
- Hi-Life (1998) - April
- The Lost Son (1999) - Emily
- Topsy-Turvy (1999) - señora
- The Cherry Orchard (1999) - Varya
- Hotel Splendide (2000) - Cora Blanche
- El peso del agua (2000) - Karen Christenson
- No Man's Land (2001) - Jane Livingstone
- Desde el infierno (2001) - Annie Chapman
- Eddie Loves Mary (2002)

Televisión:
- Brookside (dieciocho episodios, 1982-1988) - Lucy Collins
- The Collectors (un episodio, 1986)
- Bulman (un episodio, 1987)
- The Comic Strip Presents... (un episodio, 1988) - Maria
- The Chief (un episodio, 1993) - Liz Williams
- Normandy: The Great Crusade (1994) - Clara Milburn (voz)
- Hijos de nadie (1994) - Viorica
- Capital Lives (un episodio, 1994) - Carole
- 3 escalones al cielo (1995) - Suzanne/Candy/Billie
- Nightlife (1996) - Robin
- Cenicienta (2000) - Goneril
- En busca del honor (2001) - Julia Stitch
- Crimen y castigo (2002) - Katerina Ivanovna
- Surrealissimo: The Trial of Salvador Dali (2002) - Gala Dali